# Wielki Młynarz
Wielki Młynarz (niem. Grosser Müller, słow. Veľký Mlynár, węg. Nagy-Molnár, 2170 m) – najwyższy szczyt masywu Młynarza w słowackich Tatrach Wysokich. Znajduje się w głównej jego grani, pomiędzy Wyżnią Młynarzową Przełęczą na południu i Niżnią Młynarzową Przełęczą na północy. Masyw Wielkiego Młynarza ograniczony jest także przełęczami:
- Młynarzowy Przechód na północnym wschodzie,
- Wyżnia Białowodzka Przełączka na wschodzie,
- Niżnie Młynarzowe Siodło na południowym wschodzie[2].

Wielki Młynarz wznosi się nad Doliną Żabią Białczańską, Żlebem Ascety opadającym do Doliny Ciężkiej oraz Młynarkowym Żlebem i Żlebem między Kopy opadającymi do Doliny Białej Wody. Ma trzy wierzchołki. Dwa z nich znajdują się w jego grani głównej. Wyższy o około 40 m jest wierzchołek południowy. Ma wysokość 2170 m i jest najwyższym szczytem całego masywu Młynarza. Niższy wierzchołek północny znajduje się w odległości około 120 m oddzielony Młynarzową Szczerbiną. Trzeci, południowo-wschodni wierzchołek jest niższy o około 80 m i oddzielony jest od najwyższego wciętym na około 8 m trawiastym siodełkiem. Jest on zwornikiem dla grani zakończonej potężną ścianą Młynarczyka oraz południowo-wschodniej grzędy Niżniej Młynarzowej Kopy. Na zachód, do Doliny Żabiej Białczańskiej opada z Młynarza Wielkiego jednostajnie nachylone, średnio strome, częściowo skaliste, częściowo trawiaste zbocze.
Na szczyt Wielkiego Młynarza można łatwo wyjść różnymi drogami. Wychodzono na niego zapewne już w czasach przedturystycznych. Pierwsze znane wejście: Ludwik Chałubiński z przewodnikami: Wojciechem Bukowskim i Janem Gronikowskim pomiędzy 1881 a 1885 r. Pierwsze wejście zimowe: Józef Lesiecki i Józef Oppenheim 4 lutego 1914 roku. Obecnie znajduje się na zamkniętym dla turystów i taterników obszarze ochrony ścisłej i odwiedzany jest bardzo rzadko.
Zarówno nazwa Młynarz dotycząca całego masywu, jak i nazwa Młynarz Wielki, są wynikiem pomyłki. Górale Młynarzem nazywali jedną z turni, która przypominała im swoim wyglądem postać młynarza niosącego kamień młyński z otworem. Obecnie jest to Przeziorowa Turnia z oknem skalnym. Potem przez kartografów i turystów nazwa młynarz została przeniesiona na cały masyw, a gdy taternicy rozpoczęli jego penetrację i zdobywanie ścian, wyróżnili w nim Wielkiego Młynarza.